# Najpiękniejsze oszustwa świata
Najpiękniejsze oszustwa świata (fran. Les plus belles escroqueries du monde) – francusko-włosko-japońsko-holenderski film z 1964 roku, składający się z pięciu nowel.

## O filmie
Każda z pięciu nowel rozgrywa się w innym kraju, w obrębie jednego miasta; każda nowela ma innego reżysera, scenarzystę i aktorów; w każdej - z wyjątkiem czwartej, paryskiej - protagonistą jest kobieta:
- 1)  Les Cinq Bienfaiteurs de Fumiko

reż. Hiromichi Horikawa	- miejsce akcji Tokio
- 2)  La Rivière de Diamants

reż. Roman Polański	- miejsce akcji Amsterdam
- 3)  La Feuille du Route

reż. Ugo Gregoretti	 - miejsce akcji Neapol
- 4)  L’homme qui vendit la Tour Eiffel

reż. Claude Chabrol - miejsce akcji Paryż
- 5)  Le Grand escroc

reż. Jean-Luc Godard - miejsce akcji Marrakesz

## Główne role w poszczególnych segmentach
- Mie Hama - Les Cinq Bienfaiteurs de Fumiko
- Nicole Karen - La Rivière de Diamants
- Gabriella Giorgelli(inne języki) - La Feuille du Route
- Catherine Deneuve - L’homme qui vendit la Tour Eiffel
- Jean Seberg - Le Grand escroc

## Les Cinq Bienfaiteurs de Fumiko
Fordanserka próbuje ukraść złotą, sztuczną szczękę staremu sknerze.

## La Rivière de Diamants
Diamentowy naszyjnik (fran. La Rivière de Diamants) - to 33 minutowa opowieść Romana Polańskiego. Młoda i atrakcyjna dziewczyna pochodząca z Francji (Nicole Karen), uwodzi holenderskiego biznesmena, kradnie dla zabawy naszyjnik, a następnie wymienia go na papugę.

## La Feuille du Route
Sutener wydaje swoje podopieczne za starców z przytułku. 

## L’homme qui vendit la Tour Eiffel
Grupa oszustów sprzedaje naiwnemu Niemcowi wieżę Eiffla jako obiekt przeznaczony na złom.

## Le Grand escroc
Amerykańska dziennikarka prowadzi śledztwo w sprawie podrobionych pieniędzy.